# Trance-Like State
Trance-Like State is het debuutalbum van de Duitse metalband Dreamscape, uitgebracht in 1997 door Rising Sun Records.

## Track listing
1. "Spirits" – 5:06
2. "Fateful Silence" – 4:43
3. "Streets" – 4:39
4. "Changes" – 5:30
5. "One in a Million" – 4:56
6. "Face Your Fears" – 5:26
7. "Loneliness" – 4:47
8. "Decisions" – 4:00
9. "Final Thoughts" – 4:44
10. "It's Not the End" – 4:28
11. "Don't Take Care" – 4:49
12. "Center of Time" – 6:39
13. "The Wall" – 4:42

## Band
- Tobi Zoltan - zanger
- Wolfgang Kerinnis - gitarist
- Benno Schmidtler - bassist
- Jan Vacik - toetsenist
- Bernhard Huber - drummer